# Sisyropa yerburyi
Sisyropa yerburyi är en tvåvingeart som först beskrevs av Baranov 1938.  Sisyropa yerburyi ingår i släktet Sisyropa och familjen parasitflugor.
Artens utbredningsområde är Sydjemen. Inga underarter finns listade i Catalogue of Life.